# Ахенский конгресс
А́хенский конгре́сс (нем. Aachener Kongress) — дипломатическая конференция с участием глав европейских государств в Ахене в 1818 году, созванная с целью решения вопросов вывода оккупационных войск из Франции и конструирования системы международных отношений между четырьмя великими державами — Великобританией, Австрийской империей, Пруссией и Россией. Итогом Конгресса стало принятие решения о принятии Франции в Священный Союз в качестве полноправного члена.

## Участники
Конгресс открылся 29 сентября и закончил работу 22 ноября 1818 года. За этот период состоялось 47 заседаний. Державы были представлены следующими лицами:
- Великобритания: лорд Каслри, герцог Веллингтон;
- Австрия: император Франц I, князь Меттерних;
- Пруссия: король Фридрих Вильгельм III, князь Гарденберг, граф Бернсторфф;
- Россия: император Александр I, граф Каподистрия, граф Нессельроде; граф Воронцов
- Франция: герцог де Ришельё

## Созыв конгресса
19 (31) марта 1817 года посланник в Вене Густав Оттонович Штакельберг сообщил Карлу Васильевичу Нессельроде о предложении Меттерниха провести в 1818 году встречу российского, австрийского и прусского монархов с участием английского министра иностранных дел для обсуждения положения во Франции ещё до того, как она в соответствии с Парижским мирным договором от 20 ноября 1815 года будет иметь право просить о выводе иностранных войск со своей территории. Наиболее удобным местом для проведения такой встречи Клеменс фон Меттерних считал Ахен.
Предложение Австрии основывалось на ст. V мирного договора с Францией, в котором говорилось о согласии его участников рассмотреть по истечении трёх лет вопрос о целесообразности дальнейшей оккупации Франции; на ст. VI Четверного союза о периодическом проведении совещаний монархов России, Англии, Австрии и Пруссии или их министров по обсуждению важных для сохранения мира международных вопросов и на достигнутой ещё летом 1816 года предварительной договорённости союзных держав и Франции, фактически предрешавшей вывод оккупационных войск в случае выплаты ею контрибуции. Подготовленный таким образом австрийский демарш встретил положительное отношение со стороны России, Англии и Пруссии.

## Повестка дня
Ближайшая цель конгресса заключалась в том, чтобы сократить срок оккупации французской территории союзными войсками и определить отношение союзных держав к Франции. Однако конгресс занимался целым рядом других вопросов, прокладывая путь для развития системы Священного Союза:
- Вопрос о выводе из Франции оккупационных войск союзников и о своевременной выплате французским правительством контрибуции;
- Подтверждение основных положений договора о Четверном союзе, принятие в него Франции;
- Предложение Пруссии о заключении всеобщего гарантийного договора;
- Просьба Испании об участии в конгрессе;
- Вопрос об умиротворении восставших испанских колоний в Южной Америке и урегулировании испано-португальского конфликта из-за Рио-де-ла-Платы;
- Об усилении мер по надзору за Наполеоном;
- Вопрос о датско-шведско-норвежских разногласиях;
- Вопрос об обеспечении безопасности торгового мореплавания;
- О мерах по пресечению торговли неграми;
- О гражданских и политических правах евреев;
- Об имущественных претензиях подданных Франции к правительствам союзных государств;
- О разногласиях между Нидерландами и владетелем герцогства Буйонского;
- О баварско-баденском территориальном споре;
- Дополнение к Венскому регламенту о рангах дипломатических представителей и положение о салютовании кораблей.

## Положение во Франции
Первым обсуждался и был решён вопрос о выводе из Франции всех оккупационных войск союзников и о своевременной выплате правительством Франции контрибуции в размере 260 млн франков. При обсуждении этих вопросов важное значение имела позиция России, заинтересованной в быстрейшем восстановлении независимого статуса и роли Франции как одной из великих держав Европы. По мнению петербургского двора и представителей других союзных держав, восстановление престижа Франции способствовало бы упрочению режима Людовика XVIII на основе конституционной хартии и утверждения принципа легитимизма. 

Император, говоря о переговорах, которые должны состояться на берегах Рейна, выразил мне ясно своё желание, чтобы мы играли там роль, соответствующую независимой державе, предназначенной участвовать в актах, завершающих переговоры, не как нация, не уверенная более в своём новом положении и прибегающая к тому, чтобы упрочить его с помощью иностранцев, а как народ, который на основе полнейшего равенства объединяется с другими народами, чтобы обсудить с ними свои особые интересы и вопросы, решение которых может быть связано с общим благополучием Европы.
— Антуан Ноай, посланник Франции в России
В ходе обсуждения французского вопроса 30 сентября Меттерних внёс поддержанное союзниками предложение об участии Франции в дальнейшей работе конгресса, который с этого дня превратился в конгресс пяти держав. Таким образом положение Франции в числе великих держав было восстановлено. Официально выполнение Францией своих обязательств по мирному договору 1815 г. и приглашение участвовать в заседаниях конгресса были констатированы в ноте уполномоченных России, Австрии, Великобритании и Пруссии от 4 ноября 1818 г. (опубликовано: ) на имя премьер-министра Франции А. Э. Ришельё.
Что касается вопроса о выводе войск с французской территории, то представители четырёх держав и Франции условились заключить отдельную конвенцию, оформленную в виде идентичных по содержанию двусторонних соглашений (текст русско-французской конвенции от 9 октября 1818 г. опубликован: ). В этой конвенции определялись срок вывода войск союзников из Франции (30 ноября 1818 г.) и остающаяся сумма контрибуции (265 млн франков).

## Вопрос о четверном союзе
Четверной союз (Россия, Великобритания, Австрия и Пруссия) предусматривал военные обязательства союзников на случай нарушения Францией условий мирного договора. Союзные державы были заинтересованы в упрочении режима реставрации во Франции, считая его важной гарантией существования «легитимных монархий» в других европейских странах. Но сфера действия договора не ограничивалась Францией. Его задачи, сформулированные в ст. VI, тесно переплетались с целями Священного союза, который в результате присоединения к нему многих европейских стран являлся более широким союзом европейских монархов и не предусматривал военных обязательств его участников. Причём, если петербургский кабинет для решения этих охранительных задач предпочитал путь создания «всеобщего европейского союза», то Великобритания и Австрия свои внешнеполитические цели стремились решить в рамках сложившегося «европейского квартета наций». Таким образом в рамках Четверного союза наметилось англо-австрийское сближение, которому Россия стремилась противодействовать.
По этому поводу И. А. Каподистрия составил объёмный доклад, который был одобрен императором Александром I. В этом докладе содержалась идея создания всеобщего европейского союза, решения которого имели бы предпочтение перед решениями Четверного союза. Этот план, как и ожидалось, встретил возражения лорда Каслри, которого поддержал Меттерних, в результате чего русское предложение не было одобрено. Однако, даже не будучи поддержанным, оно затруднило Англии и Австрии практическое использование Четверного союза как орудия ослабления позиций России на мировой арене. Кроме того, российская делегация активно использовала периодически возникавшие на конгрессе разногласия между лондонским и венским кабинетами.

## Вопрос о заключении всеобщего гарантийного договора
Одним из пунктов повестки дня, по которому проявились разногласия между Англией и Австрией, был вопрос о заключении общеевропейского соглашения, гарантировавшего нерушимость государственных границ, установленных Заключительным актом Венского конгресса. Предложение о заключении такого договора было внесено Пруссией и активно поддержано Россией. Опасавшийся за целостность Австрийской империи Меттерних также выступил в защиту проекта. И только Каслри, старавшийся всегда сохранить для Англии свободу действий, отклонил его и оставил Англию в фактической изоляции по этому вопросу. Впрочем, ему удалось сначала отложить рассмотрение прусского проекта, а затем идея договора была похоронена сама собой вследствие нарастания революционных событий в разных частях Европы.

## Вопрос об участии Испании в конгрессе и об отношении к восстанию испанских колоний в Южной Америке
Этим вопросам были посвящены 2 заседания конгресса: 22 и 28 октября. На обоих председательствовал виконт Каслри. Он зачитал ноту испанского двора европейским державам, из которой следовало, что Мадрид сильно обеспокоен восстанием в латиноамериканских владениях Испании и рассчитывает на благожелательное посредничество европейских монархий в переговорах с восставшими, а в случае неудачи этих переговоров на помощь Священного союза в вооружённом подавлении восстания. Мадридский двор выражал также заинтересованность в своём участии в заседаниях Ахенского конгресса.
Каслри заявил, что английское правительство в этом вопросе должно считаться с мнением парламента, а он настроен крайне негативно в отношении действий Испании в её колониях. Официальная позиция Лондона по этому вопросу была сформулирована как оказание «добрых услуг» в отношении восставших народов. Кроме этого, Англия отвергла допуск на заседания конгресса испанского уполномоченного, ссылаясь на необходимость первоочередного достижения согласия между державами Священного союза.
Австрия и Пруссия поддержали английскую позицию, а Франция в Ахене придерживалась нейтралитета. Российское правительство высказалось в пользу оказания Испании «моральной поддержки», но в то же время подчёркивало желательность проведения испанским двором реформ, вплоть до введения в стране конституционной хартии.
Согласованных решений по этому вопросу на конгрессе принято не было.

## Вопрос об урегулировании конфликта из-за Ла-Платы
Данный вопрос обсуждался в последний день конгресса 22 ноября 1818 года. Оккупация бразильско-португальскими войсками так называемой Восточной полосы решала, по мнению португальского двора, две задачи: во-первых, расширяла территорию Соединённого королевства, используя ослабление позиций Испании в Южной Америке, а во-вторых, отодвигало от Бразилии вооружённое противостояние Испании и её восставших колоний.

## Декларация
1. конвенции, заключённые Францией отдельно с каждою из четырёх стран, относительно эвакуации с французской территории;
2. особою нотою 4 союзных страны предложили, а Ришельё выразил согласие Франции вступить в союз великих европейских держав для поддержания мира и святости международных трактатов;
3. особым протоколом определён порядок рассмотрения претензий, предъявленных многими французскими подданными к союзным державам:
4. двумя секретными протоколами, без участия представителя Франции, подтверждён четверной союз 1815 года и намечены военные меры на случай нового революционного потрясения во Франции;
5. подписан протокол, подтверждавший святость заключённых трактатов и, на случай новых международных собраний, провозглашавший право других государств, о делах о которых будет идти речь, принять участие в переговорах;
6. составлена декларация, обращённая ко всем европейским дворам, провозглашавшая неразрывность союза мира, заключённого между пятью европейскими державами, и указывавшая, что монархи, вступившие в союз, признают своей главной, непременной обязанностью во всех отношениях, как между собой, так и с другими державами, неуклонно следовать началам международного права;
7. подписан протокол, дополнявший постановления Венского конгресса 1815 года о ранге дипломатических агентов и определявший место министров — резидентов ниже посланников и выше поверенных в делах.